# Villacourt
Villacourt är en kommun i departementet Meurthe-et-Moselle i regionen Grand Est (tidigare regionen Lorraine) i nordöstra Frankrike. Kommunen ligger i kantonen Bayon som tillhör arrondissementet Lunéville. År 2022 hade Villacourt 354 invånare.

## Befolkningsutveckling
Antalet invånare i kommunen Villacourt
| Referens: INSEE |